# Do It Yourself!!
Do It Yourself!! ist eine Animeserie des Studios Pine Jam aus dem Jahr 2022. Im Vorfeld der Fernsehserie startete in Japan auch ein Manga. Die Alltagsgeschichte in einem Science-Fiction-Setting erzählt von einem Do-it-yourself-Klub an einer Mädchenoberschule, deren Mitglieder ihren Klub entgegen dem modernen Zeitgeist am Leben erhalten wollen und als Werbung dafür schließlich gemeinsam ein Baumhaus bauen.

## Inhalt
Die Mädchen Serufu Yua (結愛 せるふ) und Miku Suride (須理出 未来) sind seit frühester Kindheit Nachbarinnen und befreundet. Doch als sie auf die Oberschule kommen, hat Serufu nicht die Prüfung für die renommierte Yuyu-Oberschule bestanden und muss anders als die von ihr immer noch mit dem Spitznamen „Pudding“ genannte Miku auf die etwas altertümliche Gatagata-Oberschule gehen. Miku ist enttäuscht, aber auch vorher schon auf Abstand zu der tollpatschigen Serufu gegangen. Nun gehen sie getrennte Wege, auch wenn Serufu immer wieder den Kontakt zur abweisenden Miku sucht. Während die an der Yuyu über modernste Technologien lernt und mit einem selbstfahrenden Bus zu Schule gebracht wird, erhält Serufu eine traditionelle Ausbildung und muss selbst mit dem Fahrrad fahren. An der Schule wird sie durch Zufall auf den Do-it-yourself-Klub aufmerksam und von deren Klubchefin und einzigen Mitglied Rei Yasaku (矢差暮 礼) als neues Mitglied geworben. Obwohl Serufu durch ihr Ungeschick wenig Talent für das Basteln und Heimwerken hat, ist sie von der Idee begeistert, Dinge mit ihren eigenen Händen zu schaffen. Auch die in ihrer Klasse neu gewonnene Freundin Takumi Hikage (日蔭 匠) kann sie für den Klub gewinnen. Die Schulkrankenschwester und Klubbetreuerin Haruko Hoketsu (法華津 治子) steht ihnen zwar oft zur Seite, besonders wenn Serufu sich wieder verletzt hat, muss ihnen aber auch Druck machen: Wenn der Klub nicht auf fünf Mitglieder anwächst, wird er von der Schule nicht mehr anerkannt und erhält kein Geld mehr.
So versuchen die drei, den Klub attraktiver und bekannter zu machen, um weitere Mitglieder zu werben. Da kommt bald die 12 Jahre alte Juliet an die Schule. Das Kind reicher Eltern ist hochbegabt und als Austauschschülerin aus den USA für ein Semester hier. Eigentlich wollte sie an die Yuyu-Oberschule, kann aber noch nicht so gut Japanisch schreiben und schrieb sich so versehentlich in der Gatagata ein. Zwar ist sie erst hochnäsig, zeigt aber schnell ihre verborgene Begeisterung für DIY und tritt dem Klub bei. Von Serufu wird ihr der Spitzname „Jobuko“ verliehen. Und kurz nach ihr kommt Kokoro „Shii“ Kōki (幸希 心) dazu, die den Klub schon eine Weile aus der Yuyu neugierig beobachtet hat. Zwar geht sie auf die andere Schule, darf als externes Mitglied aber dabei sein. Über Serufu lernt Jobuko auch Miku kennen, bei der sie sich kurzerhand einquartiert. Denn Jobuko ist in ihrem Hotel einsam und Miku ist ebenfalls oft allein, da ihre Mutter lange arbeitet oder auf Dienstreisen ist. Beide teilen die Begeisterung für modernste Computertechnik und eine heimliche Liebe auch fürs Basteln, die Miku aber noch eine Weile versteckt. Sie hilft dem Klub aber schon indirekt mit der Idee, als Werbung ein Baumhaus zu bauen.
Von der Idee eines Baumhauses begeistert, macht sich der Klub daran, Material zu sammeln und Geld, um notwendige Bauteile zu kaufen. Denn möglichst alles soll selbst organisiert sein und nicht bloß mit dem Geld der reichen Eltern mancher Mitglieder eingekauft. So suchen sie gemeinsam – auch mit Miku – am Strand nach Treibgut, Muscheln und ähnlichem, um Schmuck herzustellen und zusammen mit selbstgebauten Möbelstücken zu verkaufen. Für den Bau des Hauses steuert Serufu, der sonst wenig gelungen ist, einen fantasievollen Entwurf bei, den Jobuko und Miku in einen Bauplan umsetzen. Als sie den Bau beginnen wollen und einiges Material schon zum Müll entsorgt wurde, greift ihnen ihre Klubbetreuerin mit Kontakten zu früheren Klubmitgliedern, wie sie es auch selbst ist, unter die Arme. Schließlich können die Mädchen das Projekt gemeinsam angehen und abschließen – gerade noch rechtzeitig, bevor Jobuko sie verlässt. Und zwei neue Mitglieder konnten sie mit dem Baumhaus schließlich auch gewinnen.

## Produktion und Veröffentlichung
Die Serie entstand bei Studio Pine Jam unter der Regie von Kazuhiro Yoneda. Konzept und Drehbuch stammen von Kazuyuki Fudeyasu. Das Charakterdesign entwarf Yūsuke Matsuo und die künstlerische Leitung lag bei Yuka Okamoto. Für den Ton war Hozumi Gōda verantwortlich, für die Kameraführung Yasuhiro Asagi.
Der Anime wurde erstmals im März 2021 angekündigt. Die 12 Folgen mit je 23 Minuten Laufzeit wurden vom 6. Oktober bis 22. Dezember 2022 von den Sendern TV Tokyo, AT-X, BS11 und NST in Japan ausgestrahlt. International erfolgte parallel die Veröffentlichung per Streaming über die Plattform Crunchyroll mit Untertiteln unter anderem auf Deutsch, Englisch und Italienisch.

### Synchronisation
| Rolle                                | Japanische Stimme (Seiyū) |
| ------------------------------------ | ------------------------- |
| Serufu Yua                           | Konomi Inagaki            |
| Miku „Pudding“ Suride                | Kana Ichinose             |
| Rei Yasaku                           | Ayane Sakura              |
| Takumi Hikage                        | Azumi Waki                |
| Kokoro „Shii“ Kōki                   | Karin Takahashi           |
| Juliet „Jobuko“ Queen Elizabeth VIII | Nichika Omori             |
| Haruko Hoketsu                       | Yumi Kakazu               |

### Musik
Die Musik der Serie komponierte Ryōhei Sataka. Das Vorspannlied ist Dokidoki Idea wo Yoroshiku!, gesungen von den Sprecherinnen des DIY-Klubs Katajo DIY-bu!!. Der Abspann ist unterlegt mit dem Lied Tsuzuku Hanashi von Konomi Inagaki und Kana Ichinose.

## Manga
Koyubita Beru schrieb und zeichnete eine Umsetzung der Geschichte als Manga, die seit 5. Oktober 2022 im Magazin Manga UP! bei Square Enix erscheint. Die Kapitel erschienen auch gesammelt in bisher einem Band.